# Rue d’Ankara
Koordinaten: 48° 51′ N, 2° 17′ O

Blick von der Rue Raynouard auf die Botschaft der Türkei

Die Rue d’Ankara ist eine relativ kleine Straße in Passy, dem 16. Arrondissement von Paris.

## Lage
Die Straße beginnt an der Avenue de Président Kennedy, einer parallel zur nahe gelegenen Seine verlaufenden Schnellstraße, und endet bereits nach 148 Metern an der Avenue Marcel Proust. Kurz zuvor kreuzt sie die Rue Berton. Gemeinsam mit der Rue Berton und der Avenue de Lamballe bildet die Rue d’Ankara ein Dreieck.

## Namensursprung
Die Rue d’Ankara hieß früher Rue Berton. Sie wurde nach der türkischen Hauptstadt Ankara benannt, als hier die Türkische Botschaft Paris ihr Domizil bezog. Im Anschluss daran bekam die frühere Rue du Roc ihren heutigen Namen Rue Berton.

## Geschichte
Dieser Weg der ehemaligen Gemeinde Passy ist auf dem Plan von Roussel aus dem Jahr 1730 unter dem Namen «Rue de Seine» aufgeführt. Am 23. Mai 1863 wurde sie als Teil der Rue Berton in das Pariser Straßennetz aufgenommen.
Die Straße bildete die Grenze zwischen dem Park des 1922 verkauften Hôtel de Lamballe, dessen Grundstücke in die Avenue de Lamballe, die Avenue du Général-Mangin und die türkische Botschaft unterteilt wurden, und dem ehemaligen Mineralwasserpark von Passy, dessen um 1800 von Benjamin Delessert erworbenes Gelände später zum «Parc Delessert» (heute Parc de Passy) wurde.
Früher befand sich in dem Botschaftsgebäude die berühmte Nervenheilanstalt des Dr. Émile Blanche. In ihr wurden die Schriftsteller Gérard de Nerval (vom 27. August 1853 bis zum 19. Oktober 1854) und Guy de Maupassant (von Januar 1892 bis zu seinem Tod am 6. Juli 1893) – letztendlich erfolglos – behandelt.
Ab 28. September 2000 ist die Straße von der Avenue du Général-Mangin bis zur Avenue Marcel-Proust Einbahnstraße.